# Rendkívüli hírek (Hír TV)
A Rendkívüli hírek a Hír TV saját gyártású speciális hírműsora, a Hír TV-n. A műsort a HírTV Műsorszolgáltató és Hirdetésszervező Zrt. munkatársai szerkesztik. A műsor grafikájának a vezérszíne a többi híradással ellenben vörös.

## Története
A műsor az éppen aktuális, rendkívüli hírekről számol be élőben. A Rendkívüli hírek nem szerepel a csatorna műsorai között, és a programokban sem kapnak külön időpontot, lévén, hogy nem lehet előre kiszámítani, hogy mikor kerül rá sor. Gyakran az éppen futó magazinműsorokat, illetve híradásokat szakítják félbe, hogy beszámoljanak egy rendkívüli történésről. Klasszikus értelemben vett műsorvezetője nincs a programnak: a stúdióban az adott napszaknak megfelelő műsorsáv házigazdája beszélget egy külső helyszíni tudósítóval.
A rendkívüli kapcsolások előtt a televíziós grafikában egy vörös szalagra kiírva (Hamarosan rendkívüli hírek) jelzik az aktuális történéseket. Gyakran egy kisebb dobozban élő helyszíni képet is mutatnak, párhuzamosan az éppen futó műsorral.
2022. március 1. óta a Háború Ukrajnában című műsorban jelenik meg.

### Rendkívüli adások 2006-ban
- 2006. május 26-án arról számoltak be, hogy Gyurcsány Ferenc akkori miniszterelnök elmondta Öszödi beszédét.
- 2006. szeptember 17-én arról számoltak be, hogy a Gyurcsány Ferenc akkori miniszterelnök által elmondott Öszödi beszéd kiszivárgott, ezután tüntetések kezdődtek országszerte.
- 2006. szeptember 18-ról 19-re virradóra, amikor a tüntetők megostromolták a Magyar Televízió Szabadság téri székházát, a helyszínen Császár Attila tudósított.
- 2006. szeptember 19-ről 20-ra virradóra, amikor a tüntetők megrohamozták a Magyar Rádió székházát, a helyszínen Császár Attila tudósított.
- 2006. október 23-ról 24-re virradóra, amikor zavargások törtek ki Budapesten, a helyszínen Császár Attila tudósított.